# Oncholaimellus heterurus
Oncholaimellus heterurus är en rundmaskart som beskrevs av Nathan Augustus Cobb 1914. Oncholaimellus heterurus ingår i släktet Oncholaimellus och familjen Oncholaimidae. Inga underarter finns listade i Catalogue of Life.